# Максимилиан Йозеф Баварски
Максимилиан Йозеф Баварски (* 4 декември 1808, Бамберг, Кралство Бавария; † 15 ноември 1888, Мюнхен, Германска империя) е баварски херцог от рода Вителсбахи.

## Биография
Максимилиан е единствен син на херцог Пий Август Баварски (1786 – 1837) и херцогиня Амалия Луиза фон Аренберг (1789 – 1823). Бил необщителен и живеел уединено в своето имение Посенхофен, купено през 1834 г. В двора Максимилиан отивал само за официални или семейни церемонии, предпочитал живота на село.
През 1838 г. Максимилиан извършва пътешествие до Египет и Палестина. Като се връща пише книгата „Wanderung nach dem Orient im Jahre 1838“ („Пътешествие на изток през 1838 г.“). Събира много сувенири, които носи в Бавария в дома на баща си, където могат да бъдат видени и днес. Сред експонатите са мумия на млада жена, глави на три мумии, няколко мумии на животни и камъни от могили и храмове.
Максимилиан е един от най-видните покровители на баварската народна музика през 19 век. Под негово влияние цитрата започва да се цени като национален музикален инструмент. Самият той свири на цитра и съчинява музика.

## Фамилия
Максимилиан се жени на 9 септември 1828 г. в Тегернзе за своята братовчедка Лудовика Баварска (1808 – 1892) от династически съображения. Не отделял внимание на своята жена, считайки че тя е длъжна да ражда деца и да се занимава с домакинството. Людовика, дъщеря на баварския крал Максимилиан I, се чувствала обидена от сватбата с по-нисък по ранг на нея човек, тъй като сестрите ѝ се омъжват за наследствени принцове. Съпрузите имат 8 деца:
- Лудвиг Вилхелм Баварски (1831 – 1920), херцог Баварски, през 1859 г. морганатически се жени за Хенриета Мендел и се отказва от правата си.
- Елена Каролина Тереза Баварска (1834 – 1890), херцогиня Баварска и принцеса Турн и Таксис; през 1858 г. се омъжва за Максимилиан Антон фон Турн и Таксис.
- Елизабет Баварска (Сиси) (1837 – 1898), херцогиня Баварска и императрица на Австрия, през 1854 г. се омъжва за австрийския император Франц Йосиф I.
- Карл Теодор Баварски (1839 – 1909), херцог Баварски, през 1865 г. се жени за София Мария Саксонска, като вдовец после през 1874 г. се жени за инфантата Мария Жозефина Португалска.
- Мария-София Баварска (1841 – 1925), херцогиня Баварска и кралица на Двете Сицилии, през 1859 г. се омъжва за Франческо II, крал на Двете Сицилии.
- Матилда Лудовика Баварска (1843 – 1925), херцогиня Баварска и графиня де Трани, през 1862 г. се омъжва за граф Людовик де Трани.
- София Шарлота Августа Баварска (1847 – 1897), херцогиня Баварска, Аленсонска и Орлеанска, през 1868 г. се омъжва за херцог Фердинанд Аленсонски.
- Максимилиан Емануил Баварски (1849 – 1893), херцог Баварски, през 1875 г. се жени за Амалия Сакс-Кобургготска.